# Wannewehmühle
Die Wannewehmühle war eine Wassermühle in Calvörde im Landkreis Börde, Sachsen-Anhalt.

## Lage und Geschichte
Die ehemalige Wannewehmühle liegt ca. zwei Kilometer vom Calvörder Ortskern in südöstlicher Richtung, am Waldgebiet Rohrberg (Klüdener Pax-Wanneweh). Das zur ehemaligen Mühle gehörige Wohnhaus dient noch heute zu Wohnzwecken.
Der Name der Mühle geht auf den hier befindlichen Nebenfluss der Ohre zurück, die Wanneweh.